# Liviu Ciulei
Liviu Ciulei (ur. 7 lipca 1923 w Bukareszcie; zm. 24 października 2011 w Monachium) – rumuński aktor i reżyser filmowy i teatralny, również scenograf i kostiumograf. W czasie swojej długiej, ponad 50-letniej kariery, stał się jedną z najważniejszych postaci kinematografii rumuńskiej. 

## Życiorys
Urodził się w Bukareszcie w rodzinie prawnika i konstruktora Liviu Ciulleya. Studiował architekturę i wiedzę o teatrze w Królewskim Konserwatorium Muzyki i Teatru w Bukareszcie. W 1946 na deskach teatru Odeon zadebiutował jako aktor w roli Pucka w inscenizacji szekspirowskiego Snu nocy letniej. Reżyserią teatralną i filmową zajął się po raz pierwszy w 1957. Cały czas jednak występował też jako aktor, głównie w Teatrze Bulandra, którego był później dyrektorem (1963-1972).
Największy sukces odniósł w 1965, gdy został laureatem nagrody dla najlepszego reżysera na 18. MFF w Cannes za film Las powieszonych. W tym klasycznym dramacie historycznym, zrealizowanym na podstawie powieści Liviu Rebreanu, Ciulei zagrał jedną z głównych ról - kapitana Klapkę.
W latach 80. XX w. był coraz bardziej marginalizowany przez rumuńskie władze komunistyczne, co spowodowało jego wyjazd z kraju. W latach 1986–1990 Ciulei uczył reżyserii na Uniwersytecie Columbia w Nowym Jorku. Później, w latach 1991-1995, uczył aktorstwa na New York University. Po rewolucji w Rumunii powrócił na łono ojczystego kraju.
Zmarł w 2011 w Monachium w wieku 88 lat.